# Бій при Тіндарському мисі
Битва при Тиндарісі — морська битва Першої Пунічної війни, яка відбулася біля Тиндаріса у 257 році до н.е. 
Тиндарис був сицилійським містом, заснованим як грецька колонія в 396 році до н.е. Діонісієм І, розташованим на височині з видом на Тірренське море в затоці Патті.У 269 році до н.е. Гієрон II, тиран Сіракуз, дозволив Тіндарісу стати базою для карфагенян, проте у 263 році до н.е. Гієрон перейшов на сторону Риму, знецінивши договір. Битва відбулася у водах між Тиндарисом і Ліпарськими островами, римським флотом командував Гай Атилій Регул. Згодом місто відійшло до Римської республіки.

## Напередодні
Після перемоги у битві при Мілах у 260 році до н.е. Римська республіка забезпечила собі морське домінування над Карфагеном у Першій Пунічній війні (втім морське панування Риму було після цього абсолютним впродовж усіх 3 воїн із Карфагеном), після чого римські легіони та флот закріпилися на Сицилії, у тому числі флот консула Гая Атілія Регула.

## Битва
Флот Гая Атилія Регула стояв на якорі біля Тиндариса, коли він спостерігав, як карфагенський флот пропливав повз, але не в бойовому строю. Він наказав основним частинам своїх кораблів слідувати за передовими кораблями. Потім він взяв авангард із десяти кораблів і поплив до карфагенян. Карфагеняни помітили, що авангард випередив основні сили римського флоту і що інші римляни все ще сідали на їхні кораблі. Взявши на себе ініціативу, карфагеняни розвернулися і вступили в бій з римською ескадрою і потопили дев'ять кораблів. Тим часом решта римського флоту прибула й вишикувалася. Потім римляни вступили в бій з карфагенянами, потопивши вісім і захопивши десять їхніх кораблів. Решта карфагенських кораблів відступили до Ліпарських островів.
За цим морським боєм сталася битва біля мису Екном.